# 绮海豹属
绮海豹属（学名：Callophoca）是海豹科下的一个属。

## 下属物种
本属包括以下物种：
- 隐秘绮海豹 Callophoca obscura (Van Beneden, 1876)